# Dhabadhabahatti, Athni
Dhabadhabahatti là một làng thuộc tehsil Athni, huyện Belgaum, bang Karnataka, Ấn Độ.